# Adolf Smekal
Adolf Gustav Stephan Smekal (* 12. September 1895 in Wien; † 7. März 1959 in Graz) war ein österreichischer Physiker. Er sagte den Smekal-Raman-Effekt voraus.

## Leben

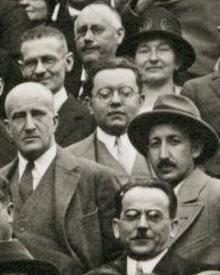
Adolf Smekal (mittig), Bunsen-Tagung München 1928

Smekal war der Sohn eines Generals und studierte an der Universität Wien und der Universität Graz Physik und Chemie. Nach seiner Habilitation bei Michael Radakovic betrieb er weitere Studien in Physik und Chemie an der Universität Berlin. Ab 1919 war er Assistent in Wien und 1920 habilitierte er sich in theoretischer und experimenteller Physik unter Gustav Jäger. Er war Professor in Wien, an der Universität Halle, an der TH Darmstadt und in Graz.
Smekal beschäftigte sich mit Festkörperphysik und sagte 1923 die Existenz von Streulinien mit verschobenen Frequenzen voraus, 1928 von C. V. Raman bestätigt und heute Raman-Effekt (oder Raman-Smekal-Effekt) genannt. Später untersuchte er den Einfluss von Kristallfehlern der Festkörper auf die Kristalleigenschaften bezüglich katalytische Eigenschaften, Leitfähigkeit und mechanische Festigkeit.
Obwohl er Theoretiker war, sorgte er dafür, dass in den 1920er Jahren an der Universität Wien ein Studiengang Technische Physik geschaffen wurde, was damals die Nachfrage nach dringend benötigten Fachleuten zum Beispiel in Röhren-Elektronik befriedigte. Die Ausbildung fand großen Anklang. 1931 wurde er Mitglied der Leopoldina.
Smekal war seit 1933 förderndes Mitglied der SS, bis 1934 Mitglied der Deutschen Christen, beantragte am 9. Dezember 1937 die Aufnahme in die NSDAP und wurde rückwirkend zum 1. Mai aufgenommen (Mitgliedsnummer 5.531.553). Durch den „Abderhalden-Transport“ kam er 1946 zusammen mit Emil Abderhalden, Camill Montfort (1890–1956) und Theodor Lieser (1900–1973) in die Region Darmstadt. Smekal vertrat ab Januar 1946 bis zu dessen Rückkehr im Februar 1949 den Lehrstuhl von Otto Scherzer.

## Schriften
- (Red.:) Teil 1 Quantentheorie. und Teil 2 Aufbau der zusammenhängenden Materie. In: Handbuch der Physik. Band 24. Bearb. von H. Bethe [u. a.], Julius Springer, Berlin 1933 (2. Auflage)
- Allgemeine Grundlagen der Quantenstatistik und Quantentheorie. B. G. Teubner, Leipzig 1926 (Enzyklopädie der mathematischen Wissenschaften)
- Zur Fehlstruktur der Röntgenserien. (Vorläufige Mitteilung), Aus dem 2. physik. Institut der Universität in Wien. [Abt.: Akademie d. Wissenschaften], A. Hölder, Wien 1921
- Über Rutherford's X, und die Abweichungen vom Coulomb'schen Gesetze in grosser Nähe der elementaren elektrischen Ladungen. [Abt.:] Akademie der Wissenschaften, A. Hölder, Wien 1921
- Über die Dimensionen der a-Partikel und die Abweichungen vom Coulomb'schen Gesetze in grosser Nähe elektrischer Ladungen. A. Hölder, Wien 1920 [Ausg. 1921]
- Zur Thermodynamik kondensierter Systeme. Hölder, Wien 1915
- Zur Theorie der Röntgenspektren. Zur Frage der Elektronenanordnung im Atom. Hölder, Wien o. J.